# Marko Farji
Marko Lawk Farji (arabe : ماركو لاوك فرج), né le 16 mars 2004 à Grimstad en Norvège, est un footballeur international Irakien qui évolue au poste d'ailier gauche au Strømsgodset IF.

## Biographie

### En club
Né à Grimstad en Norvège, issus de parents originaires de la ville kurde de Sulaymaniyah dans le Kurdistan irakien, Marko Farji est notamment formé par le FK Jerv avant de rejoindre en 2020 le Strømsgodset IF.
Il fait ses débuts en professionnel avec ce club, le 19 mars 2022, lors d'une rencontre de coupe de Norvège, contre le Sandnes Ulf. Il entre en jeu et son équipe s'impose par quatre buts à zéro.
Le 4 janvier 2023, Farji signe son premier contrat professionnel avec le Strømsgodset IF. Le 4 juin 2023, il joue son premier match d'Eliteserien, la première division norvégienne, face au FK Haugesund. Il entre en jeu à la place de Ipalibo Jack et son équipe est battue par deux buts à un.

### En sélection
Marko Farji représente l'Irak en sélection. Il joue notamment avec les moins de 23 ans. Il fait en tout quatre apparitions avec cette sélection.
Marko Farji est convoqué pour la première fois avec l'équipe nationale d'Irak en mai 2024. Il ne joue toutefois aucun match lors de ce rassemblement. Farji honore finalement sa première sélection le 22 décembre 2024, lors de la Coupe du Golfe des nations 2024, contre le Yémen. Il entre en jeu et son équipe s'impose par un but à zéro.